# Antoine-Félix Boisselier
Pour les articles homonymes, voir Boisselier.
Antoine-Félix Boisselier, dit Boisselier le Jeune, né le 22 mai 1790 à Paris et mort le 29 avril 1857 à Versailles, est un peintre français.

## Biographie
Frère cadet du peintre d'histoire Félix Boisselier, il est son élève et celui de Jean-Victor Bertin, et devient un peintre paysagiste et un peintre d'histoire réputé.
Membre de la Société libre des Beaux-arts, il est professeur de dessin à l'école spéciale militaire de Saint-Cyr. Il expose régulièrement au Salon de peinture de Paris à partir de 1819 et y obtient une médaille d'or en 1824. Il est également primé au concours de paysage historique organisé à l'Institut en 1817, et reçoit la Légion d'honneur le 4 juin 1842.
Il meurt à Versailles le 29 avril 1857 et son fonds d'atelier est dispersé en vente publique à Paris le 20 novembre suivant.
Plusieurs de ses toiles sont conservées dans les collections publiques françaises, au château de Fontainebleau, au musée national du château de Versailles et dans les musées de Montauban, Nantes, Senlis et Soissons. Un de ses dessins figure aussi au département des arts graphiques du Musée du Louvre.

## Distinctions
- Chevalier de la Légion d'honneur

## Élèves
- Charles-Édouard de Beaumont (1821-1888)